# جهان ریاضیاتی ما
جهان ریاضیاتی ما (به انگلیسی: Our Mathematical Universe) نام کتابی است نوشتهٔ مکس تگمارک دربارهٔ ریاضیاتی بودن جهان یا اینکه جهان از ریاضی ساخته شده است که در ۷ ژانویه ۲۰۱۴ انتشار یافت.